# أندريا فيلاند
أندريا فيلاند (بالإنجليزية: Andrea Wieland)‏ هي لاعب هوكي الحقل أمريكية، ولدت في 25 يوليو 1969 في أتلانتا في الولايات المتحدة.

## وصلات خارجية
- أندريا فيلاند على موقع أوليمبيديا (الإنجليزية)